# Солониця (рослина)
Солониця (Ofaiston) — монотипний рід квіткових рослин родини амарантових. Єдиним видом є Ofaiston monandrum.
Його рідний ареал – від Східної Європи до Західного Сибіру та Середньої Азії.